# La Grande Chevauchée de Robin des Bois
Pour plus de détails, voir Fiche technique et Distribution.
La Grande Chevauchée de Robin des Bois (L'arciere di fuoco) est un film italien réalisé par Giorgio Ferroni, sorti en 1971.

## Synopsis
En 1186, le roi d'Angleterre Richard Cœur de Lion a été fait prisonnier par le roi germanique Henri IV. Son écuyer, Henry de Nottingham, est envoyé sur les terres anglaises afin de demander au Prince Jean, frère du roi et régent de la couronne, le paiement de la rançon. Mais Jean se conduit en usurpateur, oppresse son peuple et ne manifeste visiblement aucune envie de libérer son frère. Nottingham organise alors une armée avec des paysans dans la forêt de Sherwood, se révolte contre le régent et vole l'argent des impôts pour distribuer aux pauvres et payer la rançon du roi captif…

## Fiche technique
- Titre original : L'arciere di fuoco
- Réalisation : Giorgio Ferroni
- Scénario : Manuel Torres Larreda[1], Giorgio Stegani et André Tranché d'après une histoire d'Ennio De Concini
- Directeur de la photographie : Giuseppe Pinori
- Montage : Antonietta Zita
- Musique : Gianni Ferrio
- Production : Ernest Boetan
- Genre : Film d'aventure
- Pays :  Italie
- Durée : 103 minutes
- Dates de sortie :
  -  Italie : 12 mars 1971
  -  Finlande : 20 août 1971
  -  Allemagne de l'Ouest : 7 septembre 1971
  -  France : 25 février 1972

## Distribution
- Giuliano Gemma (VF : Claude Giraud) : Robin des Bois / Henry de Nottingham
- Mark Damon (VF : Daniel Gall) : Allan (Allen en VO)
- Silvia Dionisio (VF : Monique Thierry) : Lady Marianne de Manson
- Nello Pazzafini (VF : Jacques Balutin) : Petit Jean
- Luis Dávila (VF : Jacques Berthier) : Sir Robert
- Mario Adorf (VF : Claude Bertrand) : Frère Tuck
- Manuel Zarzo : Will Scarlett
- Daniele Dublino : Prince Jean
- Pierre Cressoy (VF : Jean-Louis Jemma) : Sir Gay
- Helga Liné : Mathilde

## À noter
Dans cette adaptation de Robin des Bois, le héros principal se nomme Henry de Nottingham (et non Robin de Locksley) et, par conséquent, appartient à la famille du shérif George, normalement ennemi juré de Robin.